# Sweet Dreams (banda)
Sweet Dreams foi um grupo pop britânico dos anos 80, formada em Londres, Inglaterra.
Os membros eram Bobby McVey, Carrie Grant e Helen Kray.
Eles ganharam A Song for Europe representando o Reino Unido no Festival Eurovisão da Canção 1983 com a canção "I'm Never Giving Up" e terminaram em sexto lugar com 79 pontos.